# Opera buffa
L'opera buffa è un genere dell'opera italiana.
Si sviluppò a Napoli nella prima metà del XVIII secolo come opera comica e da lì migrò a Roma e nel nord Italia. Spesso è scambiata con l'operetta, un genere che prese piede nei decenni successivi, tra le quali le differenze principali sono due: l'operetta contempla elementi romantici, dato il periodo culturale, storico e sociale in cui si è sviluppata; l'opera buffa, inoltre, è interamente cantata (vi sono successioni di recitativi e arie), mentre l'operetta alterna dialoghi parlati e cantati.

## Storia
Nella storia dello sviluppo dell'opera lirica, l'opera buffa si contrappose alle caratteristiche stilistiche della cosiddetta opera seria. L'opera buffa si proponeva di trasformare l'opera in un genere in cui la gente comune potesse notare una propria somiglianza con i personaggi. Dal momento che l'opera seria era un costoso intrattenimento per sovrani e nobili, l'opera buffa fu realizzata per un pubblico più normale con problemi più comuni.
Il carattere e le situazioni di comicità, che di solito coinvolgevano la servitù, fecero parte dell'opera seria fino ai primi anni del XVIII secolo, quando l'opera comica e poi l'opera buffa iniziarono ad emergere come genere a sé stante. Il genere può alternare cantanti lirici e attori.
Una delle prime rappresentazioni è Patrò Calienno de la Costa del Mercotellis (1709) di Agasippo Mercotellis (pseudonimo di Nicola Corvo, secondo Benedetto Croce), al Teatro dei Fiorentini. A questa seguirono altre Patrò Tonno d’Isca (1714) e Lo ‘mbruoglio de li nomme (1714). 
Agli inizi, l'opera buffa consisteva spesso in opere di breve durata, chiamate intermezzi, che venivano eseguite negli intervalli dell'opera seria, ma venivano rappresentate anche vere e proprie "commedie per musica" , intese come spettacoli autonomi. La serva padrona (1733) di Pergolesi, il più famoso degli intermezzi, viene ancora rappresentata con regolarità al giorno d'oggi ed è un chiaro esempio dello stile dell'epoca. Come esempi di commedie per musica, si possono invece citare, sempre dello stesso Pergolesi, Lo frate 'nnamorato (1732) e Il Flaminio (1735).
A parte Pergolesi, molti altri compositori si dedicarono anche all'opera buffa, e, tra loro, Alessandro Scarlatti (Il trionfo dell'onore, 1718), Nicola Logroscino (Il governatore, 1747), Leonardo Leo, Francesco Feo, Leonardo Vinci e Baldassare Galuppi (Il filosofo di campagna, 1754). Il lavoro di costoro, tutti operanti a Napoli o Venezia, venne poi ripreso ed ampliato da Niccolò Piccinni (La Cecchina, 1760), Giovanni Paisiello (Nina, 1789) e Domenico Cimarosa (Il matrimonio segreto, 1792). Cimarosa con i suoi librettisti creò delle opere buffe uniche; inserendo i sentimenti dei personaggi seri e il fervore popolare del teatro pantomimico giocoso (canto incluso) tipici dei generi minori nello sviluppo continuo dell'opera. 
Successivamente arrivarono i veri e propri capolavori dell'opera buffa come la trilogia di Mozart/Da Ponte (Le nozze di Figaro, 1786, Don Giovanni, 1787 e Così fan tutte, 1790), Il barbiere di Siviglia (1816) e La Cenerentola (1817) di Gioachino Rossini, L'elisir d'amore (1832) e Don Pasquale (1843) di Gaetano Donizetti. Il genere declinò dopo la metà del XIX secolo, nonostante il Falstaff di Giuseppe Verdi sia andato in scena nel 1893.

## La popolarità come molla del successo
La popolarità, ovvero l'azione coinvolgente della gente comune, fu nelle intenzioni degli scrittori dei testi il modo di rendere intelligibile a tutti quello che veniva cantato dai personaggi. Questo era in contrasto con la tradizione musicale, che dopo il canto gregoriano passò a schemi rigidi e formali con testi in latino e tedesco mai comprensibili dal pubblico normale. Abbandonando questo linguaggio per il più comprensibile italiano e francese, il recitativo ruppe questa abitudine (che rendeva la musica un interesse esclusivo di una cerchia ristretta di intellettuali) rendendola fruibile a tutti. Il pubblico fu finalmente in grado di decifrare le parole pronunciate dai personaggi e la storia, abbinata alla musica, diventò comprensibile agli spettatori. Questo fu un rilevante movimento verso la musica profana e non più sacra e portò all'affermazione della musica come puro divertimento.
Molti di questi fatti riguardarono l'opera in generale, ma l'opera buffa in particolare. Per la verità è molto difficile adottare uno schema formale per classificare l'opera buffa, poiché nessuno vuol negare i contenuti seri ed i valori morali contenuti in alcuni lavori che vengono ascritti a questo genere, anche quando vengono classificati come drammi giocosi di derivazione goldoniana, anche se sono delle opere buffe. Ogni elemento distintivo deve, d'altra parte, essere considerato nella relativa proporzione, in comparazione con la singolarità di ogni lavoro.
Certamente, l'opera seria era basata su divinità ed eroi mitologici o personaggi cavallereschi e storici e solo raramente includeva scene comiche, l'opera buffa aveva questo tipo di scene nella maggior parte della sua stesura. La musica era composta espressamente per il tipo di pubblico a cui era diretta e quindi era inevitabile che l'opera avesse poi successo. Le storie comiche poi erano il tocco finale (per quell'epoca) per l'affermarsi della musica come intrattenimento.
Si caratterizzò per la presenza di personaggi fissi che rappresentavano i ceti borghese e popolare.
Essi erano privi di una personale caratterizzazione ed assolvevano a ruoli predeterminati, erano cioè delle semplici macchiette: il servo imbroglione, il vecchio avaro, il giovane di buona famiglia che si innamora della contadina, o della prostituta, tutti personaggi presi dalla commedia classica e dalla commedia dell'arte.
La messa in scena delle opere buffe era più economica di quella delle opere serie. Infatti richiedevano un organico strumentale ristretto, costumi e scenografie semplici (a differenza dell'opera seria dove i costumi erano molto costosi e ricercati, visto che la rappresentazione era ambientata nelle corti reali).
Ciò permise una diffusione capillare di questo tipo di opera non solo in Italia ma in tutta Europa, a partire da alcune città-fulcro, come ad esempio Napoli, Venezia o Parigi.
Lo scarso investimento economico che questo tipo di opera richiedeva permise la formazione di molte nuove compagnie di artisti che vi si dedicavano e permise anche un allargamento del pubblico che si recava a teatro, in quanto le scene rappresentate erano estratti di vita quotidiana disegnati in chiave comica.
Nonostante la presenza delle tipologie fisse già ricordate, l'opera buffa risultò alquanto più libera e varia dell'opera seria, soprattutto sotto l'aspetto delle forme musicali.
In definitiva, l'opera buffa fu molto importante nell'evoluzione del teatro d'opera in Italia, valorizzando la diversità dei ruoli vocali e rendendo il discorso musicale più spigliato e dinamico, introducendo tra l'altro il canto simultaneo di vari personaggi nei grandi finali d'atto concertati.

## Caratteristiche dell'opera buffa
L'opera buffa si distingue da quella seria per molteplici caratteristiche:
- l'importanza affidata all'azione scenica e, di conseguenza, la necessità che la musica seguisse i cambiamenti dell'azione drammatica, enfatizzando l'espressività delle parole;
- la scelta di cantanti che fossero anche ottimi attori per valorizzare l'azione;
- le dotazioni sceniche e organico orchestrale ridotti;
- la presenza di pochi personaggi (per lo meno nell'opera comica breve-intermezzo, diversa dall'opera comica di dimensioni intere, che prenderà piede più tardi) e trame semplici (un buon esempio è La serva padrona, 1733, di Pergolesi);
- i libretti ispirati alla commedia dell'arte, con soggetti realistici, linguaggio colloquiale, espressioni gergali;
- per quanto riguarda la vocalità: il netto rifiuto del canto virtuosistico; la tendenza alla pronuncia errata delle parole; la frequente presenza di tic melodici e ritmici; l'inserimento di onomatopee e di interiezioni varie;
- la versificazione spesso caratterizzata da ipermetrie per rendere più realisticamente effetti di sbadiglio, starnuto, risata; la presenza di frasi brevi e scattanti con molte terminazioni tronche e sdrucciole;
- lo scarso utilizzo di cantanti castrati.